# 沃爾德湖
53°9′36″N 8°7′10″E / 53.16000°N 8.11944°E

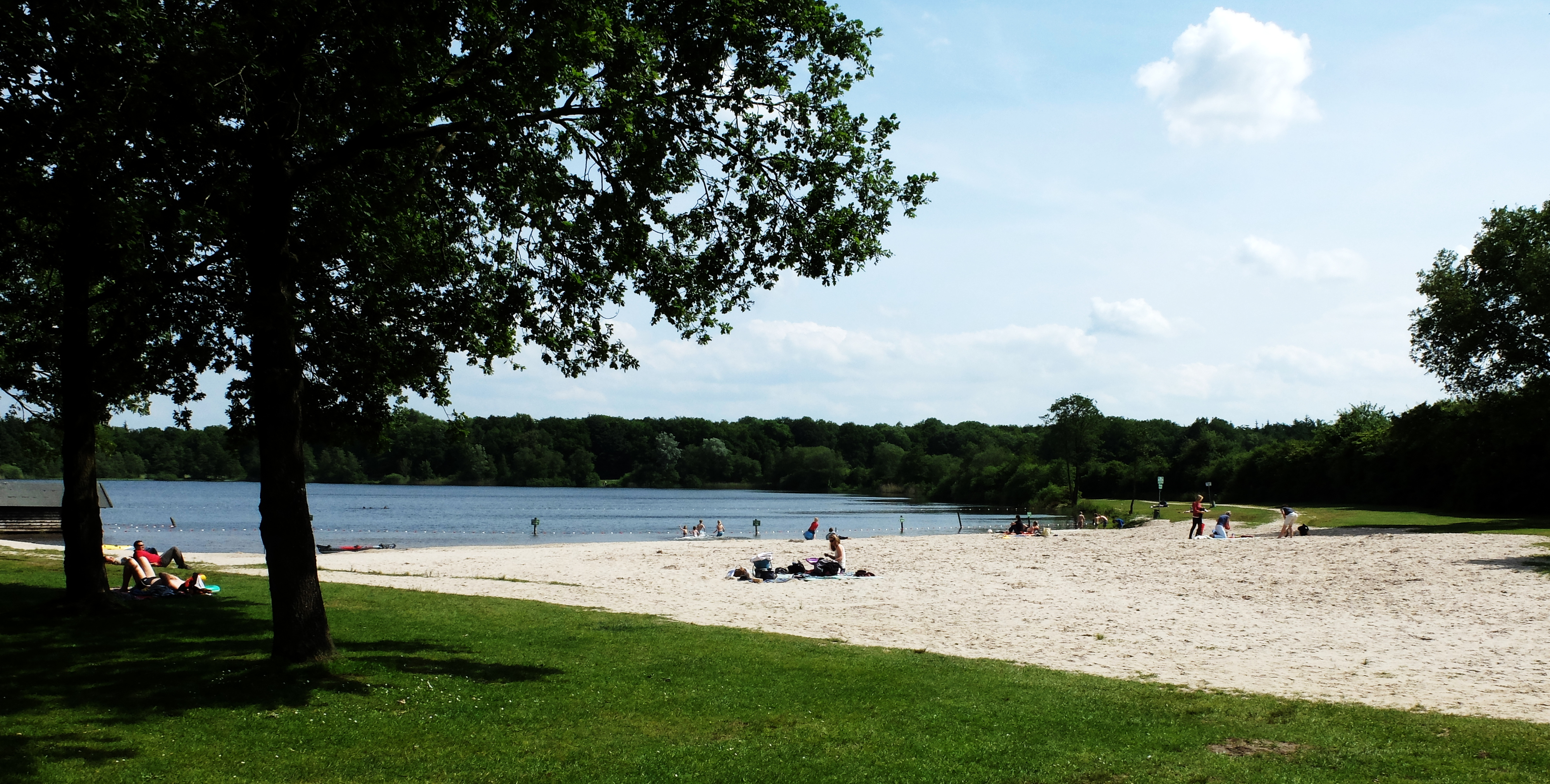

沃爾德湖（德語：Woldsee），是德國的湖泊，位於該國西北部，由下薩克森州負責管轄，處於阿默爾蘭縣，面積0.09平方公里，海拔高度5米，平均水深6.5米，最大水深13米。